# Lindsaea tenera
Lindsaea tenera là một loài thực vật có mạch trong họ Dennstaedtiaceae. Loài này được Dryand. miêu tả khoa học đầu tiên năm 1797.